# Herbert Stößlein
Herbert Stößlein (auch: Stösslein; * 18. Juni 1909 in Innsbruck; † 25. März 1990) war ein deutscher Parteifunktionär der DDR-Blockpartei National-Demokratische Partei Deutschlands (NDPD) und Journalist.

## Leben
Stößlein, Sohn eines Bankbeamten, studierte nach Abschluss des Gymnasiums von 1928 bis 1932 an der Technischen Hochschule München Maschinenbau und Elektrotechnik. Er schloss sein Studium als Diplom-Ingenieur ab. Später war er als Regierungsbaurat in Kolberg und in Enns tätig. 1937 trat Stößlein der NSDAP bei. Ab 1939 leistete er Kriegsdienst in der Wehrmacht. 1943 geriet er bei Stalingrad als Major der 44. Infanterie-Division in sowjetische Kriegsgefangenschaft. 
Stößlein war Gründungsmitglied des Nationalkomitees „Freies Deutschland“ sowie des Bundes Deutscher Offiziere. Er gehörte zu den Mitunterzeichnern der Gründungsdokumente und des „Aufrufes an die deutschen Generale und Offiziere! An Volk und Wehrmacht!“ vom 12. September 1943. Stößlein war später auch Mitglied des Redaktionsausschusses des Senders „Freies Deutschland“.
1950 kehrte Stößlein nach Deutschland zurück. Er trat der NDPD bei und war zeitweise hauptamtlicher Mitarbeiter des Parteivorstandes. Von 1953 bis 1982 war er stellvertretender Chefredakteur des NDPD-Zentralorgans National-Zeitung. Von 1956 bis 1972 war er zudem stellvertretender Vorsitzender des Verbandes der deutschen Presse bzw. des Verbandes der Journalisten der DDR.
Von 1958 bis 1971 gehörte er dem Vorstand der Arbeitsgemeinschaft ehemaliger Offiziere der DDR sowie dem Präsidium der Liga für die Vereinten Nationen an.

## Auszeichnungen
- 1974 Vaterländischer Verdienstorden in Silber (1964) und in Gold
- 1979 Ehrenspange zum Vaterländischen Verdienstorden in Gold
- 1985 Medaille „40. Jahrestag des Sieges im Großen Vaterländischen Krieg 1941–1945“[1]